# Cacao Castro Naranjal
El Cacao Castro Naranjal es una variedad de cacao de la familia de los híbridos que tiene mayor productividad. Rinde entre 2.000 a 3.000 kg por hectárea, en comparación con la productividad del cacao arriba (denominación de origen del cacao fino de aroma ecuatoriano), que rinde de 300 a 500 kg por hectárea. La técnica de fermantado fue desarrollada por Vincent Zéller.

## Historia
El cacao híbrido fue descrito inicialmente en Isla Trinitaria. Su variedad con mayor productividad la variedad Cacao Castro Naranjal 51 (también conocida como CCN-51) fue descubierta por el científico ecuatoriano Homero Castro Zurita, en el piso climático de la zona de Naranjal, hacia el sur, que comprende una pequeña parte de la provincia del Guayas y la provincia de El Oro. Es la variedad más sembrada en los países de África.
El primer cultivo para investigación que se registra de esta variedad se dio en 1965 en la Hacienda Sofía de C. Baquerizo.
Su composición surge de la cruza de las cepas: Criollo (amazonía ecuatoriana) al 79,5% y Amelonado (Ghana, Centroamérica) al 21,5%. Castro obtuvo la variedad criolla de Valle de los Canelos en la provincia de Pastaza.
El 24 de marzo de 2008 se declaró denominación de origen a la variedad Colección Castro Naranjal 51 (CCN-51).
El 8 de octubre de 2014 se otorgó la primera autorización de uso de denominación de origen al agricultor José Tomás Cedeño.
En Ecuador, su siembra para producción comenzó en 1985 y se popularizó desde los años noventa. En el siglo XXI, su siembra subió de 20.000 hectáreas en 2005 a 100.000 hectáreas en 2013.
En octubre de 2018, el INIAP liberó variedades 800 y 801 que anticipan ofrecer niveles de productividad mayores que la variedad original.

## Ventajas
Las principales ventajas de su siembra son:
- No requiere sombra en los primeros años, a diferencia de otras variedades.
- Es tolerante a enfermedades y también a condiciones climáticas severas.
- Tiene mayor productividad
- Consume más nutrientes del suelo
- Tiene alta fertilidad (se le denomina "super slut" porque puede cruzarse con casi cualquier variedad de cacao)[9]
- Es ideal para servir de planta base, donde se incluyan otros injertos de otras variedades
- Antes de su denominación de origen, no tenía protección de propiedad intelectual

La calidad de su sabor depende del manejo post cosecha.